# تسویوشی کوداما
تسویوشی کوداما (انگلیسی: Tsuyoshi Kodama؛ زادهٔ ۲۸ دسامبر ۱۹۸۷) بازیکن فوتبال اهل ژاپن است.